# César Sampaio
Carlos César Sampaio Campos (* 31. März 1968 in São Paulo) ist ein ehemaliger brasilianischer Fußballspieler. Er ist einer der wenigen Spieler, die während ihrer Karriere bei allen vier Großklubs aus São Paulo (FC Santos, Palmeiras São Paulo, Corinthians São Paulo, FC São Paulo) unter Vertrag standen.
Bei Palmeiras und den Yokohama Flügels gilt er als einer der besten Spieler in deren Vereinshistorie. Mit der brasilianischen Nationalmannschaft, für die er über einen Zeitraum von zehn Jahren aktiv war, stand er unter anderem im Finale der Fußball-Weltmeisterschaft 1998 und gewann 1997 den Confed-Cup bzw. die Copa América.

## Vereinskarriere

### Karrierebeginn
| Saison | Bewerb          | Spiele (Tore) |
| ------ | --------------- | ------------- |
| 1992   | 0Copa do Brasil | 06 (0)        |
| 1993   | 0Copa do Brasil | 06 (0)        |
| 1994   | 0Copa do Brasil | 03 (0)        |
| 1999   | 0Copa do Brasil | 07 (0)        |
| 2000   | 0Copa do Brasil | 01 (0)        |

| Saison  | Bewerb            | Spiele (Tore) |
| ------- | ----------------- | ------------- |
| 2000/01 | 0Champions League | 06 (0)        |

| Saison | Bewerb             | Spiele (Tore) |
| ------ | ------------------ | ------------- |
| 2004   | 0Copa Sudamericana | 02 (1)        |

César Sampaio begann seine Profikarriere beim traditionsreichen FC Santos, wo er in der Spielzeit 1986 zunächst als Ersatzmann für Carlos Dunga agierte. Als dieser den Verein in der Folgespielzeit verließ, erlangte er kontinuierlich mehr Spielzeit, bis er in der Spielzeit 1988 endgültig den Status eines Stammspielers erlangte. Ende der 80er Jahre galt er daraufhin als das größte Talent des Vereins und debütierte 1990 in der brasilianischen Nationalmannschaft. Im gleichen Jahr wurde er auch erstmals in die Mannschaft – bzw. als erster Santos-Spieler, zum brasilianischen Spieler des Jahres gewählt. Entgegen seiner Entwicklung war der Verein wenig erfolgreich und blieb ohne jeglichen Titelgewinn. 1991 verkaufte man Sampaio an den durch das Sponsoring von Parmalat damals finanzstärksten Verein in Brasilien, Palmeiras São Paulo.
Bei Palmeiras folgte daraufhin sein Aufstieg zum erfolgsverwöhnten Sportler. Als Schlüsselspieler in einer der stärksten Mannschaften in der Geschichte der brasilianischen Liga, gespickt mit Stars wie Zinho, Evair, Antônio Carlos Zago, Freddy Rincón, Flávio Conceição, Amaral, Roberto Carlos, Edmundo oder Rivaldo, gewann er in drei Jahren insgesamt sechs Titel und wurde 1994 zum zweiten Mal in die Mannschaft – bzw. zum Spieler des Jahres in Brasilien gewählt. Gegen den öffentlichen Erwartungen reichten seine starken Vereinsleistungen jedoch nicht für eine Nominierung in den endgültigen Kader Brasiliens bei der Fußball-Weltmeisterschaft 1994, da Trainer Carlos Alberto Parreira dem gleichaltrigen Spanien-Legionär Mauro Silva den Vorzug gab.

### Erstmaliger Wechsel nach Japan
1995 wechselte er daraufhin im Paket mit seinen Teamkameraden Zinho und Evair in die J. League zum damals wenig erfolgreichen Klub Yokohama F. Marinos. Palmeiras rechtfertigte den Verkauf der drei Stars mit der hohen Ablösesumme, die Yokohama für die Spieler überwies. In Folge entwickelten sich die drei Brasilianer zu den Leistungsträgern der Mannschaft und holten mit dem Verein gleich im ersten Halbjahr den AFC Cup Winners Cup bzw. den AFC Super Cup. Im Folgejahr spielte die Mannschaft, rund um Sampaio als Führungsspieler im Mittelfeld, das erste Mal in der Geschichte des Vereins um den Titel in der J.-League mit, der jedoch knapp mit drei Punkten Rückstand auf die Kashima Antlers verpasst wurde. 1997 konnte man den Aufwärtstrend, trotz des Abgangs von Evair zurück nach Brasilien, vorerst prolongieren und lag zum Ende der Hinrunde auf Tabellenrang zwei. In der Rückrunde folgte jedoch ein Einbruch und der Rückfall auf Tabellenplatz sechs. Dennoch erreichte man das Endspiel im Emperor’s Cup, indem man sich jedoch abermals gegenüber den Kashima Antlers mit 3:0 geschlagen geben musste. 1998 verließ mit Zinho der nächste aus dem Palmeiras-Trio den Verein, wodurch Sampaio als letzter Südamerikaner im Verein übrig blieb. Um nicht auch noch Sampaio zu verlieren, besserte der Verein seinen ohnehin bereits gut dotierten Vertrag nochmals auf und verpflichtete mit dem Russen Igor Ledjachow und dem portugiesischen Altstar Paulo Futre zwei technisch versierte Spieler, um weiter konkurrenzfähig zu bleiben. Im Gegensatz zu Ledjachow, der mit fünfzehn Toren zum besten Torschützen seiner Mannschaft avancierte, glänzte Futre jedoch lediglich durch seine Verletzungsanfälligkeit und kam lediglich auf dreizehn Saisoneinsätze mit drei Toren. Da der Rest der Mannschaft von eher durchschnittlicher Spielerqualität geprägt war, rutschte man dadurch weiter auf Tabellenendrang sieben ab, konnte jedoch angeführt von einem starken Sampaio, der seine beste Saison in Japan absolvierte, den Gewinn des Emperor’s Cup feiern.
1999 musste der Verein dem hohen finanziellen Aufwand in den Vorjahren seinen Tribut zollen und reduzierte drastisch das Budget. Top-Verdiener Sampaio, der gerade eine starke Fußball-Weltmeisterschaft für Brasilien gespielt hatte, war für den Verein dadurch nicht mehr finanzierbar.
Sampaio entschied sich daraufhin zu einer Rückkehr zu Palmeiras, wo er wieder auf Evair und Zinho traf, die ebenfalls zum Verein zurückfanden. Es folgte eine schwache Spielzeit in der brasilianischen Liga mit Tabellenrang neun. Auf internationaler Ebene spielte der Verein jedoch groß auf und gewann zum ersten Mal in der Vereinsgeschichte die Copa Libertadores, was gleichzeitig den größten Titelgewinn von Sampaio auf Vereinsebene darstellt.

### Missverständnis La Coruña
2000 wechselte Sampaio nach Europa und wurde vom frischgebackenen spanischen Meister Deportivo La Coruña verpflichtet. Gleich zum Einstand gewann er daraufhin mit dem spanischen Supercup seinen ersten Titel mit den Galiciern. Der Rest der Saison verlief für den Spieler weniger erfreulich. Trotz eines Überangebots von vor allem defensiv orientierten Mittelfeldspielern, wie etwa Donato, Aldo Duscher oder Mauro Silva, bemühte sich La Coruña-Präsident Augusto César Lendoiro persönlich um den Wechsel, um für die neue Spielzeit einen Weltstar präsentieren zu können. Dabei überging er den damaligen Erfolgstrainer Javier Irureta, der die Verpflichtung eines weiteren Stürmers forderte. Die Vertragsunterzeichnung sorgte europaweit für Aufsehen, da Londoiro eine Ablösesumme von 10 Milliarden spanischen Peseta (umgerechnet ca. 60 Mio Euro) im Vertrag festsetzte, die ungefähr in den gleichen Sphären der damaligen Rekordablösesumme von Luís Figo lag, der gerade zu Real Madrid gewechselt war. In der Folge setzte Trainer Irureta jedoch lieber auf die Spieler aus dem Meisterjahr und setzte den Top-Verdiener Sampaio zumeist nicht ein. Hinzu kam, dass Sampaio seine Form verlor und in seinen spärlich gesäten Einsätzen durchweg schwache Leistungen bot. Nach einem Jahr mit lediglich zehn Ligaeinsätzen und fünf im Pokal, ließ ihn der Verein daraufhin ablösefrei ziehen, um zumindest sein Gehalt einzusparen.
Daraufhin kam es zu einem halbjährigen Intermezzo bei Corinthians São Paulo, für die er lediglich neun Ligaeinsätze absolvierte, dafür aber in der Paulista-Meisterschaft zu den Leistungsträgern zählte und diese schlussendlich auch mit der Mannschaft gewann.

### Karriereausklang
Inzwischen 33-jährig wechselte er im Januar 2002 abermals in die J.-League zu Kashiwa Reysol, die trotz seines hohen Alters noch circa eine halbe Million Euro als Ablösesumme an Corinthians überwiesen. In Kashiwa, wo er mit Edílson abermals auf einen Teamkollegen aus den großen Palmeiras-Zeiten traf, konnte er nicht mehr an die starken Leistungen aus den 1990er Jahren anknüpfen. Sampaio absolvierte zwar einen Großteil der Ligaspiele, setzte jedoch keine erwähnenswerten Akzente. Kashiwa beendete die Saison im Tabellenmittelfeld, auf dem 12. Platz.
2003 wechselte er daraufhin in die J.-League-Division 2 zum gerade abgestiegenen Klub Sanfrecce Hiroshima. In der zweiten Spielklasse hatte Sampaio daraufhin wieder eine tragende Rolle inne und führte die Mannschaft mit Tabellenplatz zwei zum sofortigen Wiederaufstieg. Außerdem wurde er zum besten Spieler der J. League Division 2 gewählt. In Folge spielte er noch ein halbes Jahr in der J.-League für Hiroshima, ehe er zu seinem Karriereausklang in die Heimat zum FC São Paulo wechselte.
Inzwischen 36-jährig absolvierte er noch einmal eine starke Spielzeit als Stammspieler, in der er jedoch keinen Titel gewinnen konnte. Durch seinen Wechsel zum FC avancierte er zu einem von nur sechs Spielern, die für alle vier Großvereine aus São Paulo aktiv waren.

## Nationalmannschaft
Am 8. November 1990 debütierte Sampaio als gerade ausgezeichneter Spieler des Jahres in Brasilien unter Trainer Falcão beim 0:0 im Freundschaftsspiel gegen Chile in der Seleção. Daraufhin dauerte es bis zum Dezember 1991, bis er wieder in den Kreis der Nationalmannschaft nominiert wurde (Freundschaftsspiel gegen die Tschechoslowakei, Endstand 2:1).
In Folge zählte er unter Trainer Carlos Alberto Parreira zum engeren Kreis der Nationalspieler, ohne jedoch einen Stammplatz innezuhaben. Bei der Copa América 1993 gehörte er erstmals in einem internationalen Turnier zum Kader seines Landes, wobei Brasilien bereits im Viertelfinale am späteren Sieger Argentinien scheiterte und ausschied.
1994 wurde Sampaio in den endgültigen Turnierkader für die Fußball-Weltmeisterschaft 1994 in den USA nicht aufgenommen, wo sich Brasilien zum Weltmeister krönen konnte, ein großer Rückschlag. Sampaio hatte eine starke Spielzeit für Palmeiras absolviert und war gerade zum zweiten Mal in seiner Karriere mit dem Bola de Ouro als bester Spieler in der brasilianischen Liga ausgezeichnet worden. Trotzdem entschied sich Parreira überraschend gegen ihn und für die drei Legionäre Carlos Dunga, Mauro Silva und Márcio Santos im defensiven Mittelfeld.
Nach der verpassten Weltmeisterschaft erlangte er erstmals den Status des Stammspielers im Mittelfeld, den er bis zu seinem Rücktritt aus der Nationalmannschaft im Jahr 2000 nicht mehr verlor.
Während der Copa América 1995 war er einer der Schlüsselspieler für den Finaleinzug, dass man jedoch im Elfmeterschießen nach einem 1:1 in der regulären Spielzeit mit 5:6 gegen Uruguay verlor. Zwei Jahre später bei der Copa América 1997 feierte er seinen ersten Titel mit Brasilien. Ein weiterer Titel folgte im gleichen Jahr mit dem Gewinn des Confed-Cup.
Bei der Fußball-Weltmeisterschaft 1998 in Frankreich war er einer der Leistungsträger seines Landes. Unter anderem schoss er das erste und auch schnellste Tor des Turniers beim Eröffnungsspiel gegen Schottland. Nach den Gruppenspielen sorgte er mit den beiden ersten Toren im Spiel gegen die Chilenische Fußballnationalmannschaft bereits früh für geordnete Verhältnisse. Im Halbfinale gegen die Niederlande wurde er daraufhin überraschend als Innenverteidiger aufgeboten, wodurch er keinen Offensivdrang ausüben konnte, jedoch defensiv zu überzeugen wusste. Im Finale gegen Frankreich, welches Brasilien mit 0:3 verlor, wurde er aus taktischen Gründen in der 75. Minute gegen Edmundo ausgetauscht. Trotz einer starken Turnierleistung blieb ihm die Aufnahme ins All-Star-Team der Weltmeisterschaft verwehrt.
In Folge lief er noch fünf Mal für Brasilien auf, ehe er in der Qualifikation zur Fußball-Weltmeisterschaft 2002 im Spiel gegen Kolumbien sein Abschiedsspiel gab.
Insgesamt lief er zwischen 1990 und 2000 in 49 Spielen für Brasilien auf, in denen er sechs Tore schoss.

## Nach der aktiven Karriere
Nach seinem Karriereende absolvierte er zwei Hochschullehrgänge im Bereich Management- und Sport-Marketing und arbeitete nebenbei bis 2006 als Kommentator für Radio Jovem in São Paulo.
2007 übernahm er seinen ersten Posten als Sportdirektor beim kleinen Verein Pelotas EC, der unter seinem Management in die Campeonato Brasileiro – Série D aufstieg.
2009 wechselte er zu Rio Claro FC, den er im August 2009, nach dem Aufstieg in die Campeonato Paulista A1, ligaintern in Richtung Mogi Mirim EC verließ. Bei Mogi Mirim folgte er dem Ruf seines alten Teamkollegen Rivaldo, der den Verein in der Zwischenzeit als Präsident übernommen hatte.
Bereits im Februar 2010 folgte jedoch die Entlassung von Sampaio als Sportdirektor von Mogi Mirim mit der offiziellen Begründung, dass er immer noch seinen Hauptwohnsitz im Stadtteil Rio Claro haben würde, die ein direkter Konkurrent von Mogi Mirim in der Paulista-Meisterschaft wären. Da Sampaio noch stark an den Verein verwurzelt wäre, würde es immer wieder zu Komplikationen kommen.
In der Folge kehrte er wieder zu Rio Claro zurück, für die er bis heute (Stand: April 2010) tätig ist. Im April 2010 lehnte er ein Angebot seines alten Vereins Palmeiras ab, den dort vakanten Sportdirektor-Posten zu übernehmen, da er Rio Claro, die gerade wieder abgestiegen waren, nicht abermals im Stich lassen wollte.

## Erfolge

### Im Verein
- 2 × Brasilianischer Fußballmeister 1993, 1994
- 3 × Campeonato Paulista: 1993, 1994, 2001
- 1 × Copa Libertadores: 1999
- 1 × Spanischer Supercupgewinner: 2000
- 1 × Emperor’s Cup: 1998
- 1 × AFC Cup Winners Cup: 1995
- 1 × Asian Super Cup: 1995
- 2 × Torneio Rio-São Paulo: 1993, 2000
- 1 × Copa Mercosur: 1998
- 1 × Copa do Brasil: 1998
- 1 × Copa da Amizade: 1992
- 1 × Mercosul Cup: 1999

### In der Nationalmannschaft
- 1 × Fußball-Weltmeisterschaft Finalteilnahme: 1998
- 1 × Copa América: 1997
- 1 × Copa América Finalteilnahme: 1995
- 1 × Konföderationen-Pokal: 1997

### Als Spieler
- 2 × Bola de Ouro (Spieler des Jahres in der Campeonato Brasileiro de Futebol): 1990, 1993
- 2 × Mannschaft des Jahres in der Campeonato Brasileiro de Futebol (Journal Placar): 1990, 1993
- 1 × Palmeiras – Mannschaft des Jahrhunderts (Journal Placar): 2006[2]
- 1 × Spieler des Jahres in der J. League Division 2: 2003[15]